# Вулиця Тролейбусна (Тернопіль)
Вулиця Тролейбусна — вулиця у житловому масиві «Дружба» міста Тернополя.

## Відомості
Розпочинається від вулиці Сергія Короля, пролягає на південний захід, згодом — на південь до вулиці Степана Будного, де і закінчується. Довжина вулиці — близько 750 м. В кінці вулиці знаходиться розворотне кільце, яким користується тролейбусний маршрут №2. Вулиця забудована переважно багатоповерхівками.

## Транспорт
На вулиці знаходяться 4 зупинки громадського транспорту, до яких курсують автобусні маршрути №27, 31, 42, 50, тролейбуси №2, 6, а також всі, що їдуть в депо чи з депо, що розташоване на вулиці.

## Установи
- Комунальне підприємство «Тернопільелектротранс» (Тролейбусна, 7)
- Комунальне підприємство «Міськавтотранс» (Тролейбусна, 9)
- Тернопільський міський військовий комісаріат (Тролейбусна, 8)
- Тернопільське казенне експериментальне протезно-ортопедичне підприємство (Тролейбусна, 10)
- 2-га державна пожежно-рятувальна частина (Тролейбусна, 12)

## Медичні заклади
- Тернопільська обласна комунальна клінічна психоневрологічна лікарня (Тролейбусна, 14)